# Saruma henryi
Saruma henryi Oliv. – gatunek rośliny z monotypowego rodzaju Saruma w obrębie rodziny kokornakowatych (Aristolochiaceae Juss.). Występuje naturalnie w południowych i środkowych Chinach – w prowincjach Gansu, Kuejczou, Hubei, Jiangxi, Shaanxi oraz Syczuan. 

## Morfologia

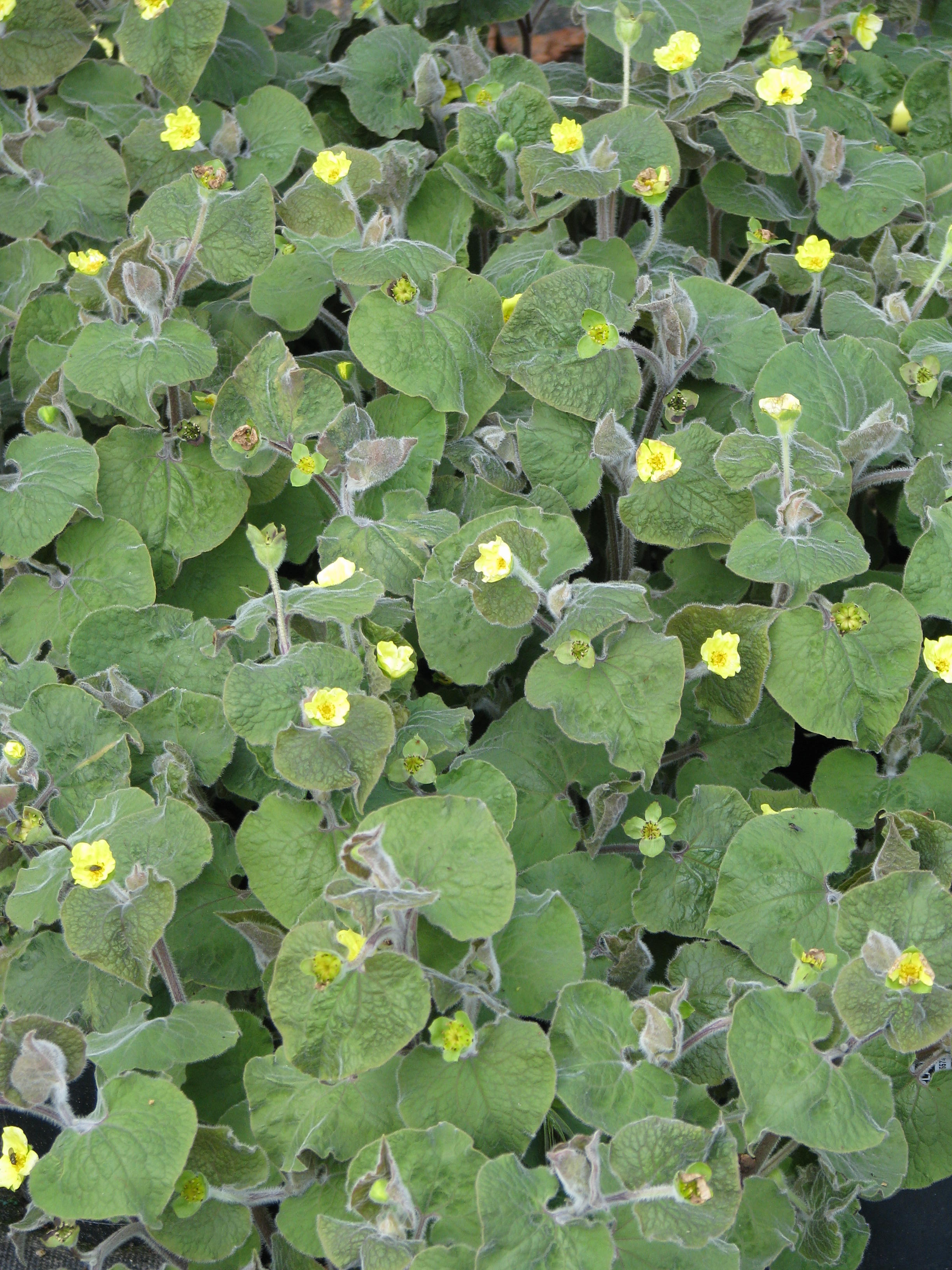

PokrójBylina o wzniesionych pędach, osiągająca do ok. 1 m wysokości. Kłącza są tęgie (do 4 mm średnicy), pełne i aromatyczne.
LiścieSkrętoległe, mają sercowaty kształt. Mierzą 6–15 cm długości oraz 5–13 cm szerokości. Są owłosione. Blaszka liściowa jest o sercowatej nasadzie i lekko spiczastym wierzchołku. Ogonek liściowy jest owłosiony i dorasta do 3–12 cm długości.
KwiatySą promieniste, obupłciowe, wyrastają pojedynczo na długich szypułach na szczycie pędu. Mają 3 działki kielicha o owalnym kształcie, zrośnięte u podstawy. Płatki są 3, żółte, wolne, nieco wcięte, mają kształt od sercowatego do nerkowatego, dorastają do 10 mm długości. Kwiaty mają 12 pręcików ułożonych w dwóch okółkach, przyrośniętych do kielicha. Pylniki są zakrzywione, są wewnątrzpylne (z główką zwróconą do osi kwiatowej). Zalążnia jest wpółdolna z 6 owocolistkami zrośniętymi u nasady i niemającymi znamion.
OwoceMieszki dorastające do 6,8 mm długości i 4,6 mm szerokości otoczone przez trwałe działki kielicha. Nasiona są wypukłe i mierzą 3 mm długości.

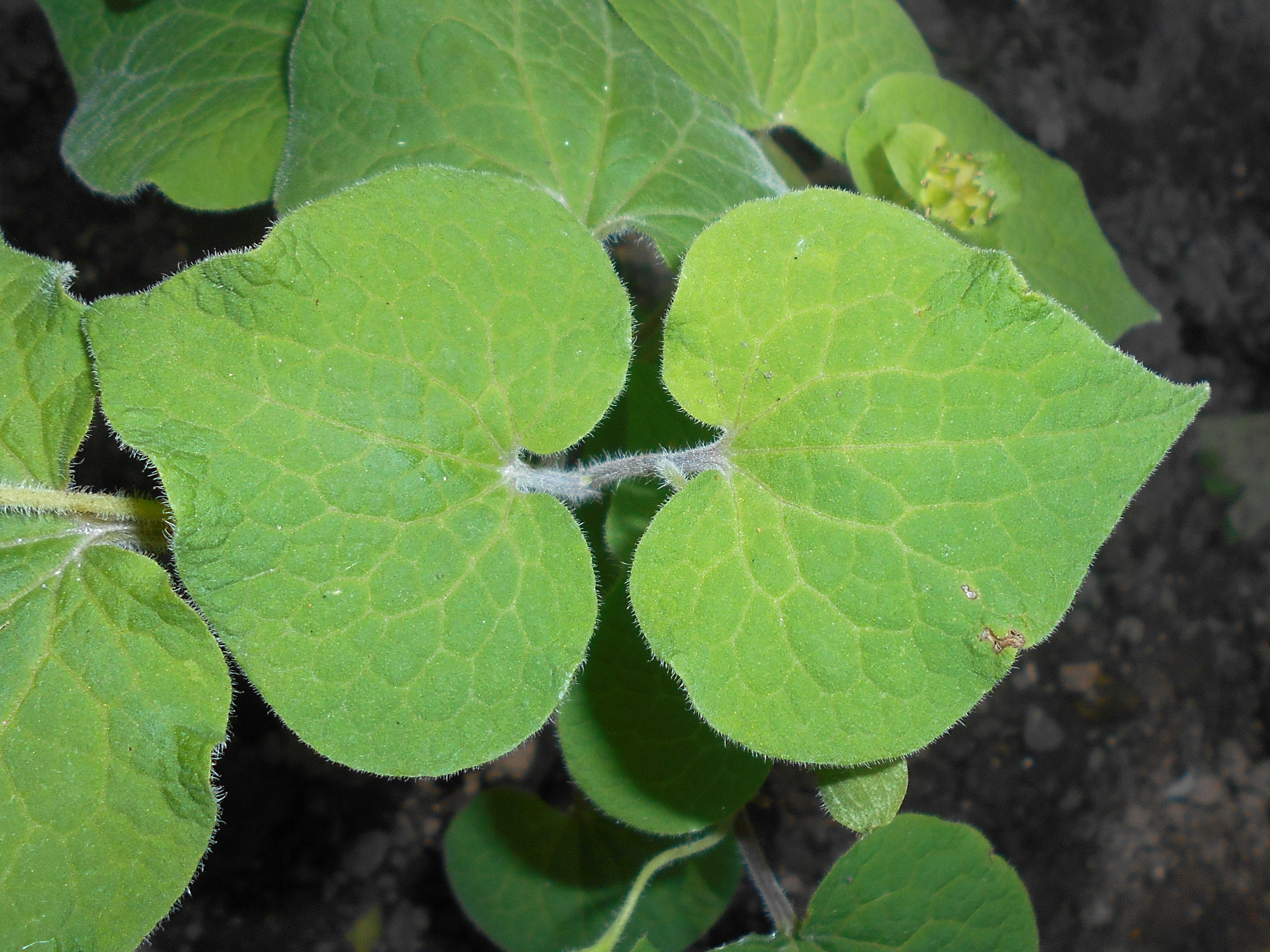
Liście
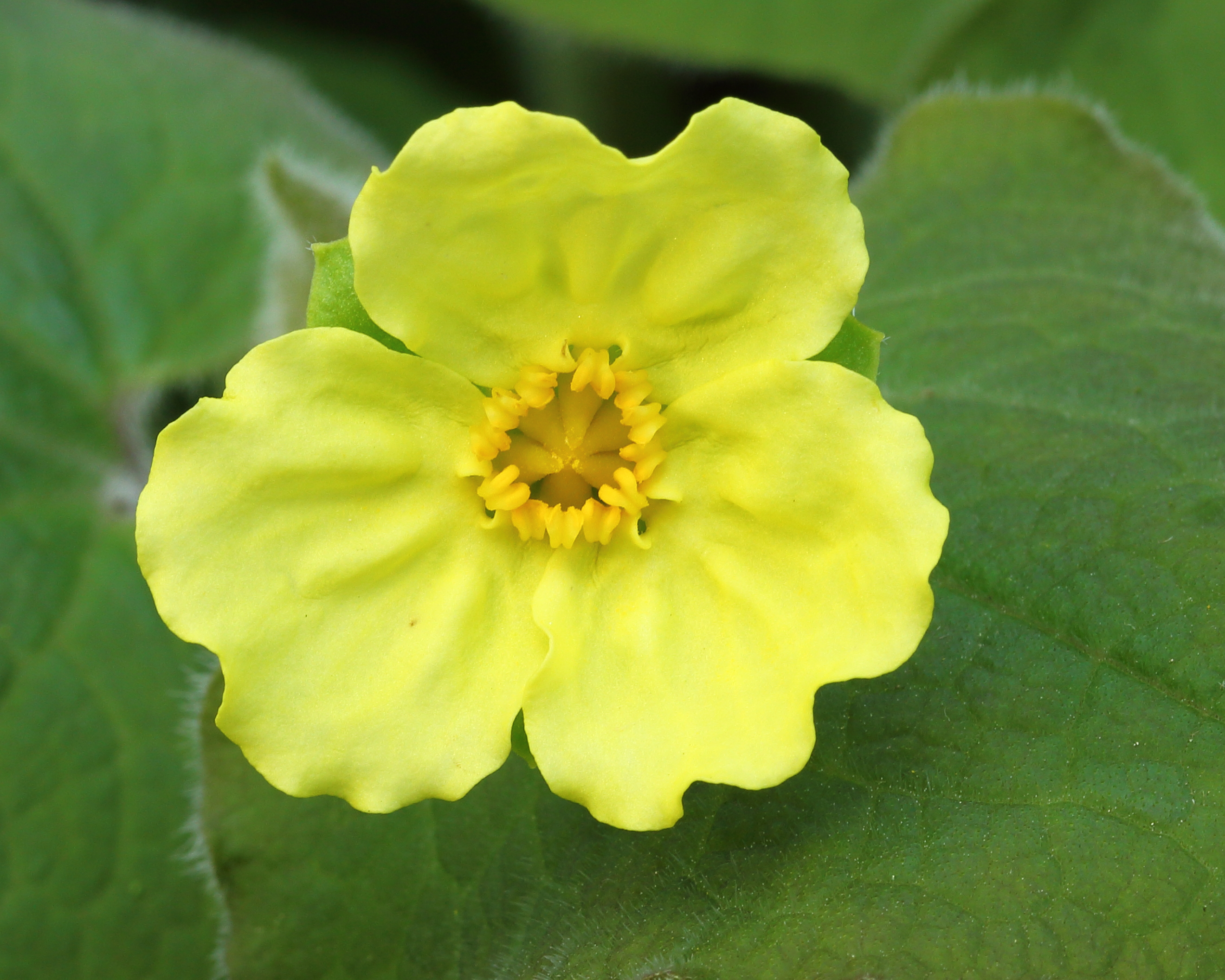
Kwiat
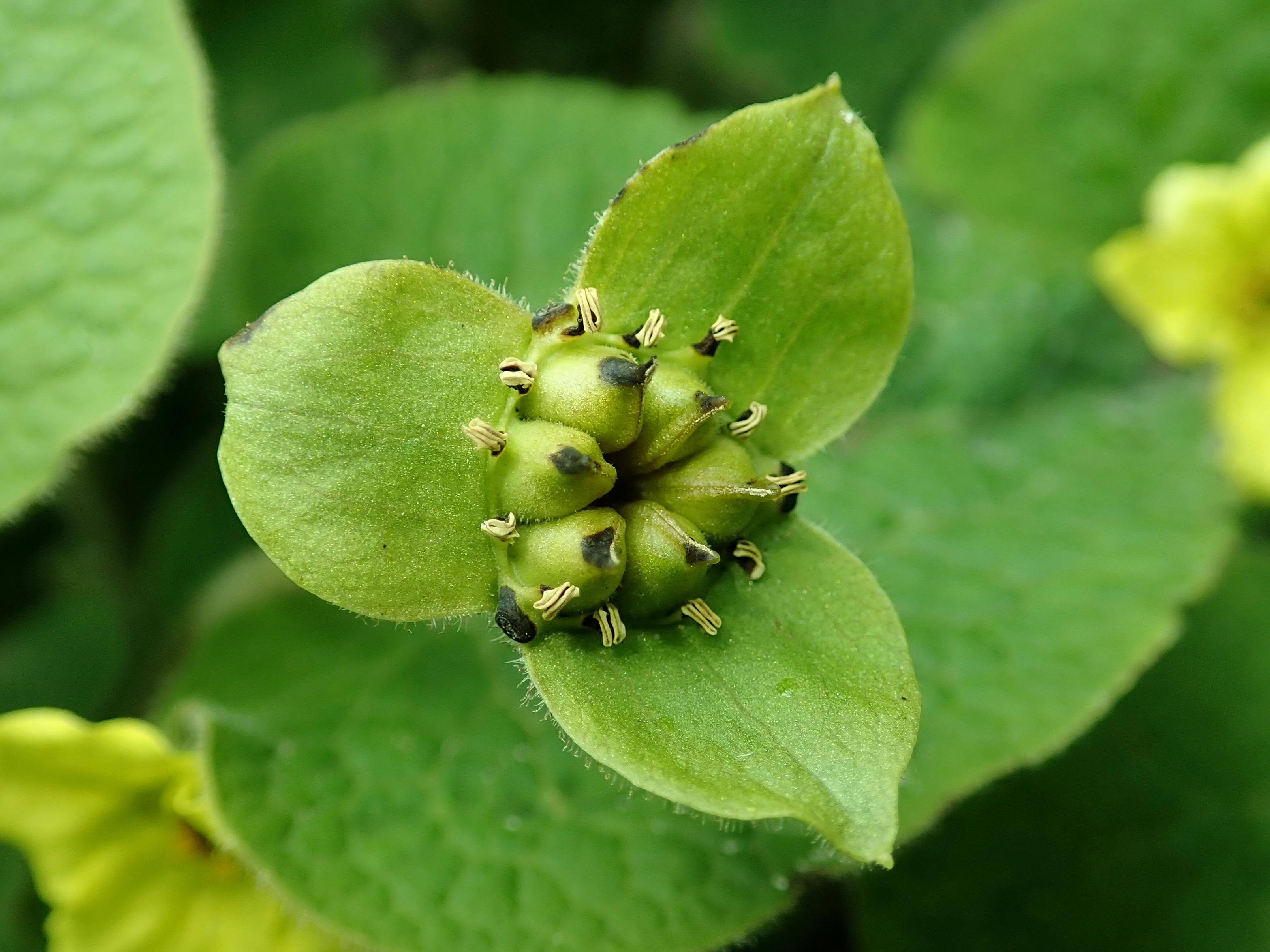
Dojrzewające owoce
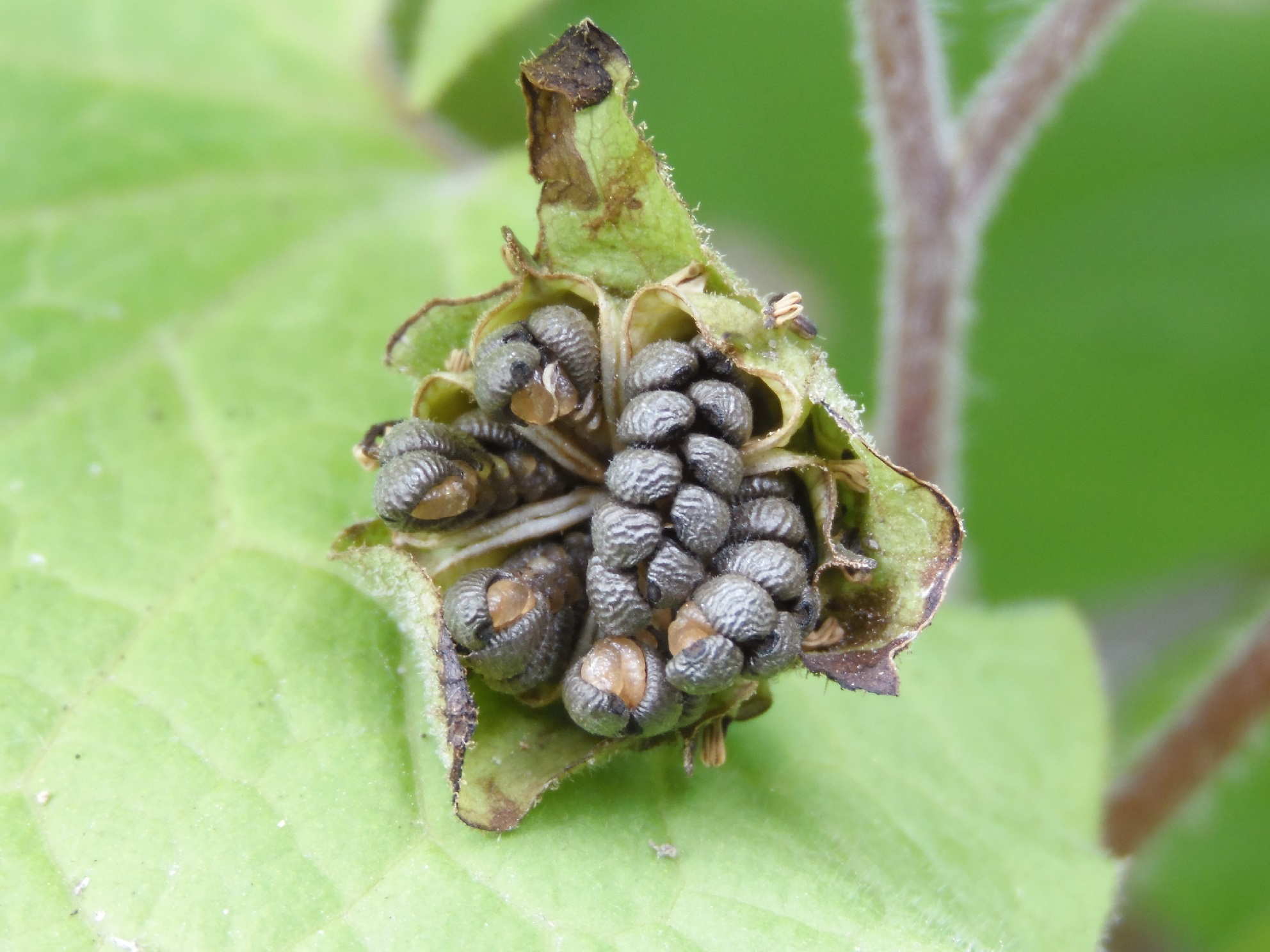
Dojrzały owoc i nasiona

## Biologia i ekologia
Rośnie w gęstych lasach oraz w dolinach strumieni. Występuje na wysokości od 600 do 1000 m n.p.m. Kwitnie od kwietnia do lipca. 

## Systematyka
Pozycja systematyczna według APweb (aktualizowany system APG IV z 2016)
Rodzaj siostrzany dla rodzaju Asarum, wraz z którym tworzy podrodzinę Asaroideae O. C. Schmidt, stanowiącą z kolei klad bazalny w obrębie rodziny kokornakowate Aristolochiaceae. Rodzina ta jest z kolei kladem bazalnym rzędu pieprzowce Piperales z kladu magnoliowych, będących jedną ze starszych linii rozwojowych okrytonasiennych.